# Gérald Tremblay

Gérald Tremblay (n. 20 de septiembre de 1942 en Ottawa) es un político canadiense, exalcalde de la ciudad de Montreal desde 2002 a 2012. Es jefe del partido político municipal de la Unión de los ciudadanos y las ciudadanas de la Isla de Montreal.

## Biografía
Gérald Tremblay es el hijo de Georges A. Tremblay (notario y criminalista) y de Rollande Forest. 
Licenciado en derecho por la Universidad de Ottawa en 1969. Así mismo posee un MBA de la Harvard Business School de Boston obtenido en 1972. 
Elegido diputado por el Partido Liberal de Quebec de Outremont en 1989, es nombrado Ministro de la Industria, del Comercio y la Tecnología en el Gobierno Bourassa del 11 de octubre de 1989 al 11 de enero de 1994 y en el Gobierno Johnson (hijo) del 11 de enero al 26 de septiembre de 1994. Reelegido en 1994 es nombrado Presidente de la Comisión económica y laboral el 1 de diciembre de 1994 hasta su dimisión el 15 de abril de 1996. 
En 2012 dimitió como alcalde de Montreal.